# پومیلیو پی‌ای
پومیلیو پی‌ای (به انگلیسی: Pomilio_PE) یک هواگرد ملخ‌پیشین تک‌موتوره از نوع شناسایی دو سرنشینه و تهاجمی ساخت شرکت Pomilio است. هواگرد پومیلیو پی‌ای نخستین پروازش را در ۱۹۱۷ میلادی انجام داد. این هواگرد در سال ۱۹۱۷ میلادی رسماً معرفی گردید.   در مجموع، تعداد 545  فروند از این هواگرد ساخته شده‌است.